# Юркевич Юрій Володимирович
Юрій Володимирович Юрке́вич (4 березня 1911, м. Жидачів —† 23 квітня 2003) — видатний український лісівник.

## Життєвий шлях
1930 ― вступив до Львівського політехнічного інституту на відділ лісового господарства.
21.10.1939 ― закінчив лісове відділення Львівського політехнічного інституту, здобувши спеціальність інженера лісового господарства
1940 ― призначений на роботу у Солотвинський лісгосп Івано-Франківської області
1941-1946 ― працював надлісничим Солотвинського лісництва, пізніше ― в Польщі, потім у Австрії
1946 ― повернувся в УРСР, працював в Надвірнянському лісгоспі
1959 ― призначений на посаду заступника директора з лісового господарства Надвірнянського лісокомбінату
1971 ― у віці 60 років вийшов на пенсію
1971-19хх ― займався озелененням території у Надвірнянському лісокомбінаті
23.04.2003 ― помер у віці 92 роки, похований на кладовищі в м. Надвірна

## Відомі праці
- Що показує досвід роботи Надвірнянського лісгоспу. ― Станіславівське обласне видавництво, 1955. ― 20 с.
- О способах создания еловых культур в горных условиях Карпат. Лесн. хоз-во, 1956, №5. ― С.42-45.
- Пастернак Ю.С., Юркевич Ю.В. Створення культур ялини сівбою в Карпатах. ― В кн.: Питання екології гірських лісів Карпат. Т.3. К.,1963. ― С.69-78
- Методичні вказівки щодо обліку і таксації диких звірів і птахів у лісах Прикарпаття. ― Івано-Франківськ, 1977. ― 82 с.
- П.С. Пастернак, Е.М. Бакаленко, Ю.В. Юркевич, В.И. Юрченко. Лесовосстановление на эродированных склонах Карпат. ― Москва, 1984, 8 с.
- Дикі звірі і птахи Карпат. ― Надвірна, 1996. ― 96 с.
- Записки лісівника. ― Надвірна, 1988. ― 50 с.
- Бистриця ― чарівна закутина Гуцульського краю. ― Надвірна, 1999. ― 50 с.